# Обикновена шипка
Вижте пояснителната страница за други значения на Шипка.
Обикновената шипка (Rosa canina) е вид диворастяща роза. Тя представлява многогодишен, бодлив, силно разклонен храст със стъбла, достигащи 1 до 5 m дължина. Шипката цъфти през месеците май до юли, цветовете са бледорозови до бели с диаметър 4 – 6 cm и с по пет венчелистчета. Плодовете (шипки) узряват през есента и са овални, червено-оранжеви, с размер 1 – 2 cm, месести, пълни с множество мъхести семена.

## Разпространение
Разпространена е в по-голямата част на Европа (но без северна и централна Русия и без северната част на Скандинавския полуостров) и в по-умерените части на Югозападна Азия и северозападна Африка. Натурализирана е в части на Северна Америка и в Централна Азия. В България се среща из храсталаци и тревисти склонове, край реки, в равнините и планините до 2000 m надморска височина из цялата страна.

## Употреба
Обикновената шипка се използва като присадка за декоративни рози или самата тя се отглежда с декоративна цел. Плодовете се използват за производство на мармалад и на други хранителни производни.
Плодовете са богати на витамин C. Според проучване на растящи в България шипки, съдържанието му в месестата част на плодовете е средно около 510 mg%, като варира спрямо различните местонахождения на растенията в границите 380–660 mg%.

### Мармалад
Изчистват се 5 кг шипки от дръжките и черния цвят. Разрязват се на две и се премахват семките. Слагат се да заврат с 4 литра вода, след което се прецеждат през гевгир и сито, за да се премахнат всички люспи. Сместа се оставя да ври около 3 часа с прибавена захар (по избор). Разбърква се периодично, за да не загори. Мармаладът е готов, когато прави път след лъжицата, когато се бърка.
От 5 kg шипки се получават приблизително 2 kg мармалад.

### Чай
Приготвя се запарка от 1 с.л. сушена шипка в 250 мл вряща вода. След 1 час се прецежда и се пие като чай.

### Шипково вино
500 гр. сухи, счукани шипки се заливат с 4 л хладка, предварително преварена с 1 кг захар вода. За насочване на ферментацията може да се добави парченце мая, разтворена в хладка вода. Съдът трябва да има възможност да диша (примерно отворена дамаджана). Държи се на топло 15 – 20 дни. Може да се пие още по време на бурната ферментация, като слабоалкохолно витаминозно питие. След пълната ферментация се прецежда и има качествата на интересно плодово вино.